# Bệnh phổi sau lao

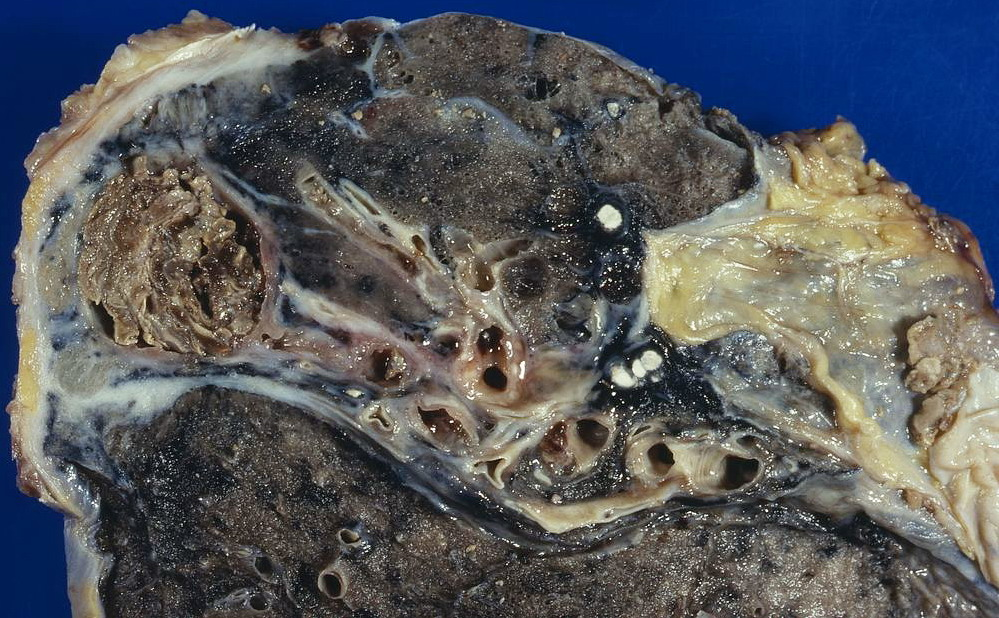
U nấm Aspergillus trong hang lao cũ. Các tổn thương lao đã lành hoặc tổn thương vôi hóa nằm ở bên phải ảnh chụp

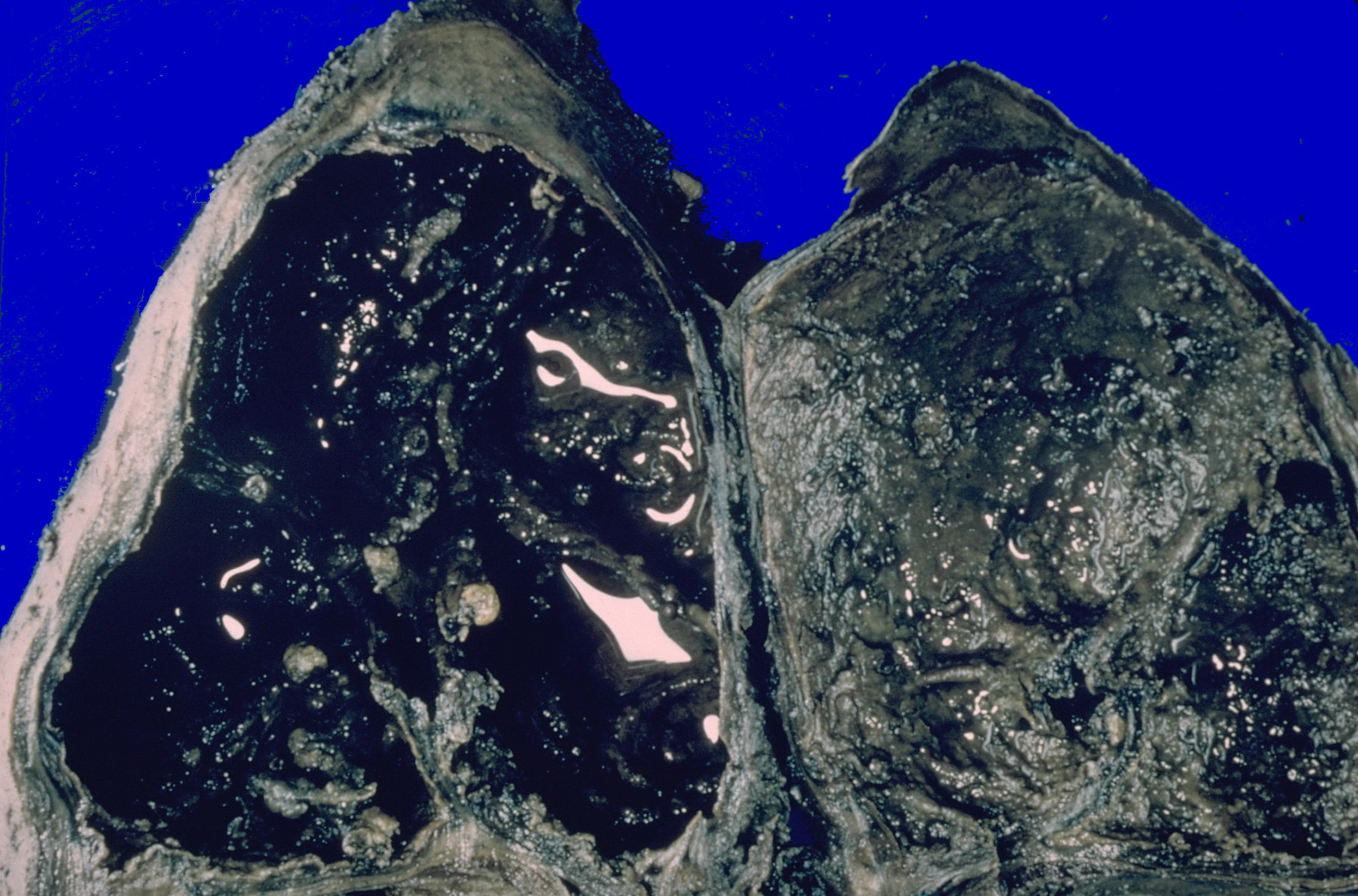
Hang lao đã lành ở phổi trái (phía bị lao phá hủy)

Bệnh phổi sau lao (tiếng Anh: post-tuberculosis lung disease, PTLD) là bệnh phổi do lao gây ra và vẫn tồn tại sau khi đã chữa khỏi lao. Bệnh phổi sau lao có thể ảnh hưởng đến đường thở, nhu mô, mạch máu và màng phổi.

## Dịch tễ học
Bệnh phổi sau lao ảnh hưởng đến một tỷ lệ đáng kể bệnh nhân sống sót sau khi chữa khỏi lao. Năm 2020, ước tính có 155 triệu bệnh nhân sống sót sau khi chữa khỏi lao trên toàn cầu. Bệnh phổi sau lao ảnh hưởng đến khoảng 50% số bệnh nhân tính theo tổng thể và hơn 70% số bệnh nhân thuộc nhóm mắc lao đa kháng thuốc. Khoảng 10% bệnh nhân bị mất hơn một nửa chức năng thông khí (tắc nghẽn, hạn chế, hỗn hợp). Các yếu tố như chẩn đoán muộn bệnh lao, bệnh lao đa kháng thuốc và nhiễm lao tái phát có mối tương quan đến tỷ lệ mắc bệnh phổi sau lao cao hơn. Những người bị HIV ít có khả năng mắc bệnh phổi sau lao hơn, có thể là do phản ứng miễn dịch ở những bệnh nhân này bị suy yếu. Người hút thuốc lá có nhiều khả năng bị tổn thương phổi và trở nên nghiêm trọng hơn sau khi chữa khỏi bệnh lao. Những bệnh nhân sử dụng bếp lò để đun nấu thì người sử dụng 3-4 bếp có nguy cơ bị tổn thương phổi cao hơn người chỉ sử dụng 1-2 bếp. Nhà không đủ ấm cũng làm tăng tần suất xuất hiện các triệu chứng. Nghiện rượu cũng làm tăng nguy cơ mắc bệnh phổi sau lao. Ô nhiễm không khí xung quanh (chiếu sáng trong nhà; chế độ thông gió trong nhà; hút thuốc lá thụ động; tiếp xúc với khói bụi ở thành thị, nông thôn hoặc giao thông) không làm tăng nguy cơ mắc. Tình trạng mất an ninh lương thực, ăn ngũ cốc và tiêu thụ thực phẩm có dầu mỡ có liên quan chặt chẽ đến bệnh phổi có triệu chứng. Ăn trái cây và uống nước ép ít nhất một lần một tuần có mối tương quan đến việc giảm nguy cơ mắc bệnh phổi sau lao có triệu chứng. Đồng nhiễm (nhiễm trùng nhiều loại tác nhân) có thể làm tổn thương phổi tồi tệ hơn, do đó nên tiêm vắc-xin để ngăn ngừa bệnh phổi sau lao. Nhiều nghiên cứu đã tìm thấy mối tương quan giữa bệnh lao với bệnh phổi tắc nghẽn mạn tính.

## Triệu chứng cơ năng và triệu chứng thực thể
Một số lượng lớn bệnh nhân sống sót sau bệnh lao vẫn gặp phải các triệu chứng như khó thở và ho. Mức độ nặng chưa được nghiên cứu rõ, tuy vậy một số bệnh nhân than phiền họ bị giảm chất lượng cuộc sống và khả năng gắng sức. Bệnh nhân nặng sẽ phải nhập viện và có thể bị tử vong do các nguyên nhân liên quan đến đường hô hấp.
Bệnh phổi sau lao không có tiêu chuẩn chẩn đoán được chấp thuận. Các nghiên cứu hiện tại không lựa chọn khách thể nghiên cứu một cách rõ ràng.

### Cận lâm sàng
Trên phim X-quang phổ biến của bệnh phổi sau lao là hình ảnh tổn thương đường thở (bệnh phổi tắc nghẽn và giãn phế quản); tổn thương nhu mô phổi (vôi hóa, xơ hóa và nhiễm nấm Aspergillus), bệnh màng phổi mạn tính, tăng áp phổi và các dấu hiệu khác. Mặc dù triệu chứng tương tự nhau, trên phim X-quang của bệnh phổi sau lao có sự khác biệt với bệnh phổi tắc nghẽn mạn tính (COPD) liên quan đến hút thuốc lá.

## Tiên lượng
Mặc dù chưa có dữ liệu tiến cứu, những bệnh nhân mắc bệnh phổi sau lao được cho là có tuổi thọ thấp hơn và nguy cơ tái phát bệnh lao cao hơn so với những người không mắc. Ngoài bệnh phổi sau lao, những người sống sót sau điều trị khỏi bệnh lao có thể bị các "rối loạn tim mạch và bệnh màng ngoài tim, tổn thương thần kinh cũng như chịu tác động về mặt tâm lý và kinh tế xã hội".

## Xã hội và văn hóa
Bệnh phổi sau lao không được đề cập trong hầu hết các hướng dẫn điều trị bệnh lao hoặc trong chiến lược chấm dứt bệnh lao (End TB) của Tổ chức Y tế Thế giới (WHO).